# هامو میربیگیان
هامو میربیگیان  بازیکن فوتبال بازنشسته در پست ارمنی‌تبار اهل ایران است که در جام تخت جمشید بازی کرد.

## باشگاهی
از باشگاه هایی که در توپ زده‌است می‌توان آرارات تهران را اشاره کرد.